# Agostinho Lourenço
Agostinho Lourenço da Conceição Pereira (São Mamede, Lisboa, 5 de setembro de 1886 – 2 de agosto de 1964) foi um oficial de infantaria Português mais conhecido por ter sido o responsável pela organização da Polícia de Vigilância e Defesa do Estado (PVDE), polícia política portuguesa. Foi também presidente da Interpol.
No seu longo mandato como diretor da PVDE, Agostinho Lourenço foi o responsável pela definição das linhas gerais de atuação da polícia política portuguesa, os seus métodos de tortura e a montagem de um sistema prisional político, no continente (Aljube, Caxias e Peniche), nos Açores (Angra do Heroísmo) e nas colónias (Tarrafal).

## Biografia
Nasceu em Lisboa, na freguesia de S. Mamede. Era filho do primeiro sargento de Artilharia Joaquim Lourenço, natural de Portalegre (freguesia de São Tiago), e de Maria da Assunção Gonçalves Pereira, natural de Oliveira do Hospital (freguesia de Lourosa). O seu irmão Júlio da Conceição Pereira Lourenço era general.
Em 1908 frequentou a Escola de Guerra de formação de oficiais do exército português. Tornou-se tenente de infantaria no contingente de Tancos. Integrou o corpo expedicionário da Primeira Guerra Mundial e embarcou para França, em 1917, enquanto instrutor de tiro. 
Agostinho Lourenço combateu no exército português na Primeira Guerra Mundial.. Apoiou o Sidonismo, durante o qual assumiu as funções de Governador Civil de Leiria.
Segundo um documento Maçónico assinado por Egas Moniz, terá sido iniciado na Maçonaria em 1914, que não impediu que posteriormente perseguisse os membros da mesma.
Após o golpe de Estado do 28 de Maio foi nomeado comissário de divisão da Polícia de Segurança Pública  e, posteriormente, diretor da PIP, da Polícia de Vigilância e Defesa do Estado  e da Polícia Internacional e de Defesa do Estado.
Em 1933, nos primeiros anos do regime ditatorial do Estado Novo, Agostinho Lourenço organizou a Polícia de Vigilância e Defesa do Estado (PVDE), definindo os seus métodos de atuação, assentes nas prisões arbitrárias e na tortura.
A 21 de agosto de 1941, casou civilmente em Lisboa com Clara de Jesus Carvalho (Almacave, Lamego, c. 1875 – São Sebastião da Pedreira, Lisboa, 27 de outubro de 1942), doméstica, já divorciada de António Eduardo da Silva desde 1923, filha de pai incógnito e de Francisca Rosa, natural de Peso da Régua (freguesia de Fontelas). A 2 de outubro de 1941, os dois casaram catolicamente na igreja paroquial do Coração de Jesus, em Lisboa.
Douglas Wheeler afirma que Lourenço terá fundado a PVDE inspirando-se em modelos britânicos.
Agostinho Lourenço parece, segundo algumas fontes, ter mantido uma boa relação com os serviços secretos britânicos o que lhe permitiu que em 1956 viesse a ser escolhido para Presidente da Interpol, cargo que ocupou até 1961.

## Condecorações
- Cavaleiro da Ordem Militar de Avis de Portugal (15 de fevereiro de 1919)
- Oficial da Ordem Militar de Avis de Portugal (5 de outubro de 1924)
- Oficial da Ordem Militar de Cristo de Portugal (5 de outubro de 1931)
- Comendador da Ordem Militar de Cristo de Portugal (21 de abril de 1932)
- Grande-Oficial da Ordem Militar de Cristo de Portugal (14 de agosto de 1956)[15]
- Grande-Oficial da Ordem de Orange-Nassau de Holanda (14 de fevereiro de 1951)[16]
- Em 1931 foi condecorado com a Royal Victorian Order, por serviços prestados a Eduardo VIII, na segurança do ainda então Príncipe de Gales, aquando da sua visita a Lisboa.[17]